# Ulrich Eigenfeld

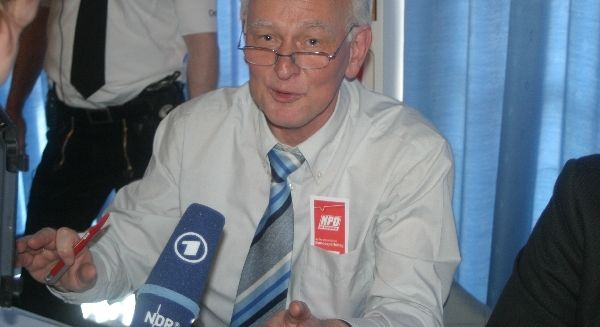
Ulrich Eigenfeld (2009)

Ulrich Eigenfeld (* 30. Juli 1947 in Varel) ist ein deutscher Politiker aus Oldenburg. Er war bis zum November 2006 stellvertretender Parteivorsitzender und Generalsekretär der NPD und war mehrfach Landesvorsitzender der NPD in Niedersachsen.
Eigenfeld ist NPD-Mitglied seit 1969. Er gilt als Kritiker einer Zusammenarbeit der NPD mit den sogenannten Freien Kameradschaften. Auch forderte er, gemeinsam mit Holger Apfel, im Vorfeld der Bundestagswahl 2002 eine „starke Positivauslese“ bei der Mitgliederauswahl. Seine Position zu den Kameradschaften stieß innerhalb der Partei immer wieder auf großen Widerstand. Aus diesem Grund wurde Eigenfeld auf dem NPD-Parteitag 2006 nicht als stellvertretender Parteivorsitzender wiedergewählt. Anschließend war er Beisitzer des NPD-Vorstands und Bundesschatzmeister der Partei. Am 11. September 2011 wurde er in den Oldenburger Stadtrat gewählt.
Ulrich Eigenfeld wurde am 24. Mai 2009 durch Adolf Dammann als Landesvorsitzender abgelöst. Nach seiner Wiederwahl 2013 wurde er am 31. Mai 2017 durch Manfred Dammann abgelöst.
Eigenfeld war Beamter bei der Deutschen Bundesbahn. Auf Grund des Radikalenerlasses wurde er 1986 rechtskräftig aus dem öffentlichen Dienst entlassen.